# Ivan Durdov
Ivan Durdov (Split, Croacia, 17 de julio de 2000) es un futbolista croata que juega como delantero en el CD Mirandés de la Segunda División de España, cedido por el KV Oostende.

## Trayectoria
Es un delantero nacido en Split, formado en las categorías inferiores del Adriatic Split, antes de ingresar en 2013 para jugar en categoría juvenil en el RNK Split. Desde 2015 a 2017, formaría parte del equipo sub-17 del RNK Split. En la temporada 2017-18, tras acabar su etapa juvenil firmó por el filial del NK Osijek. En julio de 2020, fichó por el NK Solin de la Primera Liga de Croacia, cedido por el NK Osijek, con el disputó 17 partidos en los que anotó 5 goles. 
El 3 de febrero de 2021, tras acabar su contrato, pasó al NK Rudes de la Primera Liga de Croacia, con el disputó 17 partidos en los que anotó 2 goles. El 19 de julio de 2021, firmó por el NK Solin de la Primera Liga de Croacia, con el disputó 15 partidos en los que anotó 5 goles. El 21 de enero de 2022, fichó por el HNK Orijent 1919 de la Primera Liga de Croacia, con el jugó 15 partidos en los que marcó 8 goles. 
En julio de 2022, se fue al NK Domžale de la Primera Liga de Eslovenia, con el que jugó 17 partidos en los que consiguió 7 goles. El 14 de enero de 2023, cambió de aires yéndose al KV Oostende de la Jupiler Pro League, con el que fue alineado en 8 partidos. El 17 de agosto de 2023, fue cedido al C. D. Mirandés de la Segunda División de España.

## Selección nacional
Ha sido internacional con la Selección de fútbol sub-20 de Croacia.

## Clubes
| Club                    | País      | Año       |
| ----------------------- | --------- | --------- |
| NK Osijek II            | Croacia   | 2017-2021 |
| NK Solin (cedido)       | Croacia   | 2020      |
| NK Rudes                | Croacia   | 2021      |
| NK Solin                | Croacia   | 2021-2022 |
| HNK Orijent 1919        | Croacia   | 2022      |
| NK Domžale              | Eslovenia | 2022-2023 |
| K. V. Oostende          | Bélgica   | 2023-     |
| C. D. Mirandés (cedido) | España    | 2023-     |